# Веснянська селищна територіальна громада
Веснянська селищна територіальна громада — територіальна громада в Україні, у Миколаївському районі Миколаївської області. Адміністративний центр — селище Весняне.
Площа громади — 47,98 км², населення — 3407 мешканців (2018).
Утворена 12 вересня 2016 року шляхом об'єднання Веснянської та Надбузької сільських рад Миколаївського району.

## Населені пункти
До складу громади входять 13 сіл: Безводне, Зелене, Кам'яна Балка, Карликівка, Кир'яківка, Крива Балка, Новомихайлівка, Петрівка, Петрово-Солониха, Подимове, Половинки, Сливине, Шурине та 4 селища: Весняне, Зелений Яр, Надбузьке, Чумаки.